# Pararge sestia
Pararge sestia är en fjärilsart som beskrevs av Hans Fruhstorfer 1908. Pararge sestia ingår i släktet Pararge och familjen praktfjärilar. Inga underarter finns listade i Catalogue of Life.